# Eupithecia hoenei
Eupithecia hoenei är en fjärilsart som beskrevs av András Vojnits 1976. Eupithecia hoenei ingår i släktet Eupithecia och familjen mätare. Inga underarter finns listade i Catalogue of Life.